# Verchaix

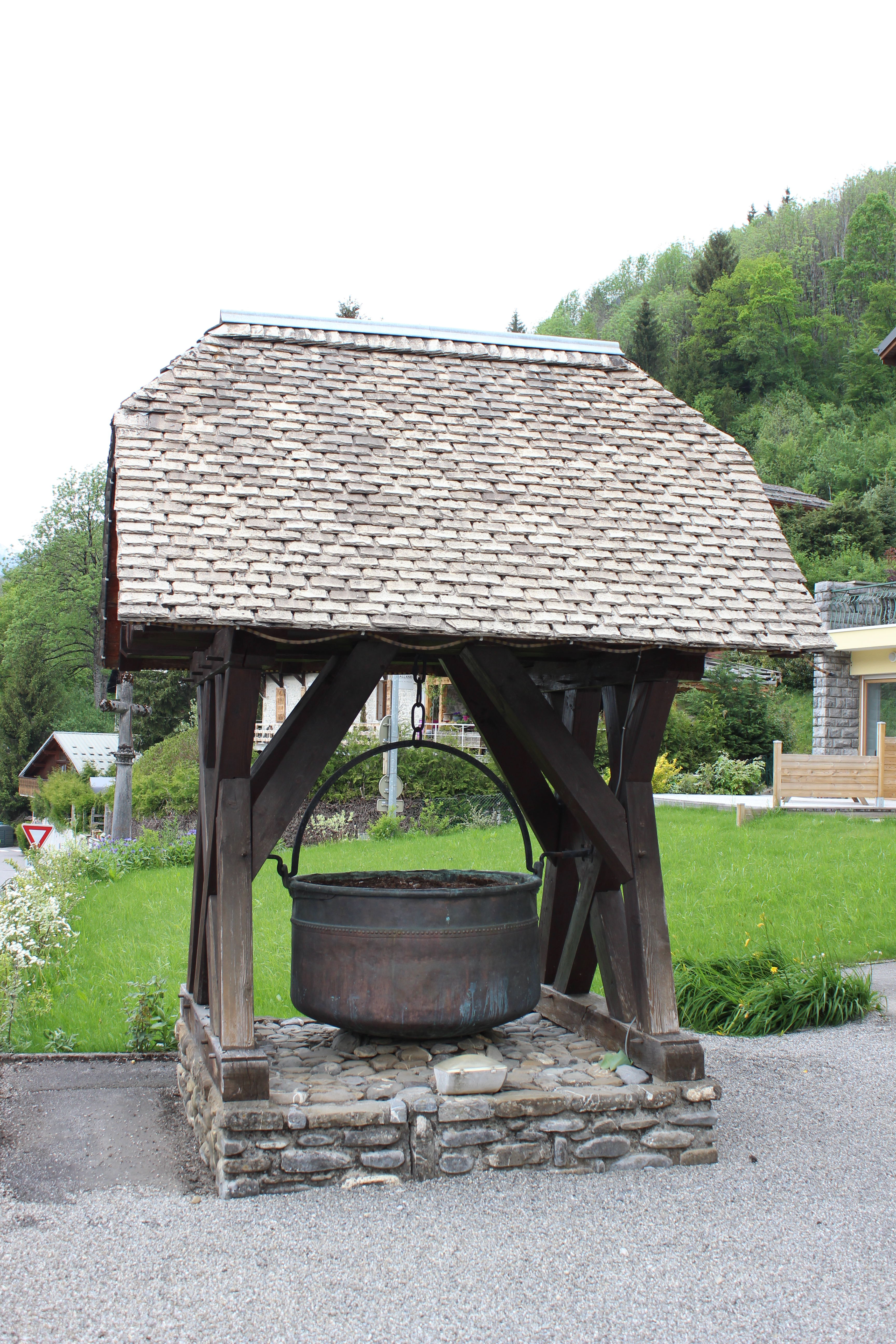

Verchaix ist eine französische Gemeinde im Département Haute-Savoie in der Region Auvergne-Rhône-Alpes.

## Geographie
Verchaix liegt auf 787 m, nordöstlich von Cluses, etwa 43 Kilometer ostsüdöstlich der Stadt Genf (Luftlinie). Das Dorf erstreckt sich auf einer Geländeterrasse am nördlichen Talhang des Giffre, rund 100 m über dem Talboden, in den Savoyer Alpen, im Faucigny.
Die Fläche des 15,89 km² großen Gemeindegebiets umfasst einen Abschnitt der Savoyer Alpen. Die südliche Grenze verläuft entlang dem Giffre, einem rechten Seitenfluss der Arve, der hier in einem breiten und weitgehend natürlichen Kiesbett von Osten nach Westen fließt. Vom Flusslauf erstreckt sich das Gemeindeareal nordwärts über die Talaue und die bis zu 2 km breite Schwemmebene. Daran schließt sich der Hang von Verchaix an, der vom Höhenrücken La Mouille (bis 1650 m) überragt wird. Die östliche Gemeindegrenze bildet das tief eingeschnittene Kerbtal des Wildbaches Valentine. In einem schmalen Zipfel reicht der Gemeindeboden nach Nordosten in das Gebiet des Col de Joux Plane, auf den angrenzenden Berggipfel der Pointe d’Angolon (mit 2090 m die höchste Erhebung von Verchaix) und über die Wasserscheide in den Einzugsbereich der Dranse.
Zu Verchaix gehören die Weiler Les Hôtes (669 m) im Talboden des Giffre und Cossin (960 m) am Hang oberhalb des Dorfes sowie verschiedene Gehöfte. Nachbargemeinden von Verchaix sind Les Gets und Morzine im Norden, Samoëns im Osten, Morillon im Süden sowie La Rivière-Enverse und Taninges im Westen.

## Geschichte
Die Ortschaft, im 14. Jahrhundert unter dem Namen Verchey erstmals erwähnt, wurde erst 1865 eine selbständige Gemeinde. Vorher gehörte Verchaix zur Gemeinde Samoëns.

## Sehenswürdigkeiten
Die Dorfkirche Saint-Guérin wurde im ausgehenden 18. Jahrhundert erbaut. Eine Kapelle befindet sich im Weiler Cossin.

## Bevölkerung
| Jahr                       | 1962 | 1968 | 1975 | 1982 | 1990 | 1999 | 2006 |
| Einwohner                  | 218  | 215  | 219  | 296  | 391  | 558  | 636  |
| Quellen: Cassini und INSEE |      |      |      |      |      |      |      |

Mit 794 Einwohnern (Stand 1. Januar 2022) gehört Verchaix zu den kleinen Gemeinden des Département Haute-Savoie. Seit Ende der 1970er Jahre wurde dank der attraktiven Wohnlage eine deutliche Bevölkerungszunahme verzeichnet.

## Wirtschaft und Infrastruktur
Verchaix war bis weit ins 20. Jahrhundert hinein ein vorwiegend durch die Land- und Alpwirtschaft geprägtes Dorf. Heute gibt es verschiedene Betriebe des Kleingewerbes. Die Bergbahnen und Skilifte im nördlichsten Gemeindeteil (von Morzine und Les Gets erreichbar) gehören zum ausgedehnten Skigebiet Portes du Soleil.
Die Ortschaft liegt abseits der größeren Durchgangsstraßen, ist aber von der Hauptstraße durch das Giffre-Tal (Taninges-Samoëns) leicht erreichbar. Eine weitere Straßenverbindung besteht mit Morillon auf der anderen Talseite des Giffre.

## Persönlichkeiten
- Jean Deffaugt (1896–1970), Bürgermeister von Annemasse 1943 bis 1947 und Gerechter unter den Völkern